# ヒトの精子競争

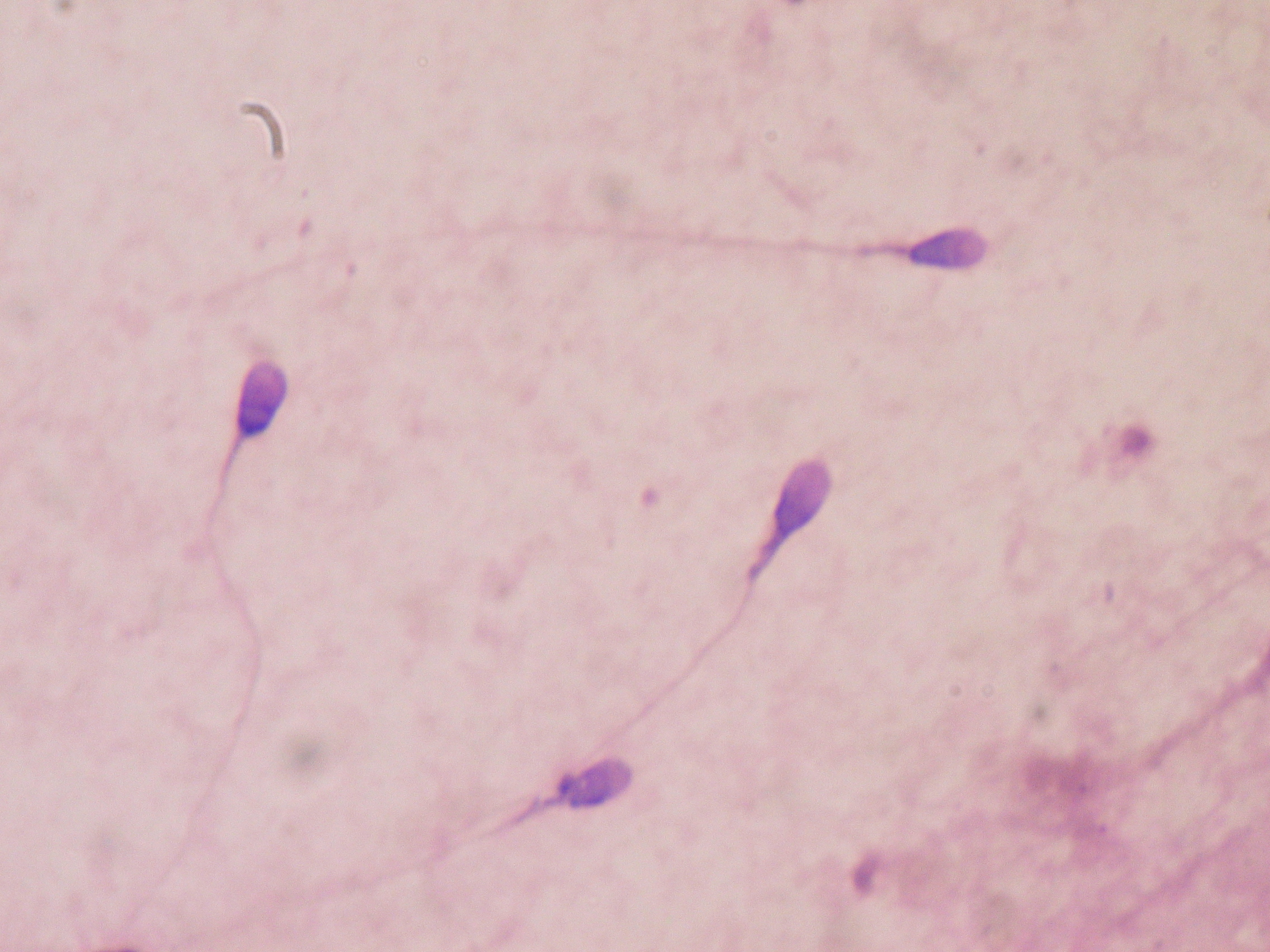
H&E染色されたヒト精子

精子競争（せいしきょうそう、英: Sperm competition）は交配後の性淘汰の一種であり、複数の雄の精子が同時に一つの卵子を受精させるために物理的に競争する現象を意味する。ヒトにおける精子競争は、2人以上の男性の精子が充分に短い時間内に女性を受精させようとするときに、両者の間で発生する。これは主に多夫性配偶システムの結果として、または女性の非配偶者との性交によって生じ、男性が遺伝的に自分と関係のない子供を育てる不貞行為の可能性が高くなる。男性間の精子競争は、精巣の相対的な大きさ、精子中片部の大きさ、最適な精子配分パターン、性的強要に関連する行動など、多くの生理学的・心理学的適応を齎してきたが、これは以下の結果と無縁ではない：大量の精子を生産するにはコストがかかるため、研究者は精子競争のリスクを認識した場合、男性がより多くの精液を生産すると予測してきた。
精子競争はヒトに限ったことではなく、他の霊長類や動物界の多くの種において広く研究されている。他の霊長類で精子競争の割合が異なることから、精子競争は複数の雄による繁殖システムを持つ霊長類で最も高く、単一の雄による繁殖システムを持つ霊長類で最も低いことが示されている。他の動物、特に霊長類と比較すると、ヒトの精子競争は低から中程度であり、これはヒトが精子競争に対する選択圧を殆ど受けてこなかったことを示唆している。

## 精子競争における生理学的適応
体重に対する精巣の大きさや射精時の精子の量などの生理学的証拠から、ヒトは進化の歴史において精子競争に関して低～中程度の選択圧を経験してきたことが示唆されている。それにもかかわらず、男性が精子競争に対して持っている生理学的適応を探る研究は数多く存在する。

### 精巣の体積と体重
大型類人猿の間では、相対的な精巣の大きさは霊長類の種ごとの繁殖システムと関連していることが証拠から示唆されている。ヒトの体重に対する精巣の大きさは、一夫一婦制の霊長類（ゴリラなど）と乱交制の霊長類（チンパンジーなど）の中間であり、これは精子競争に対する中程度の選択圧の進化の歴史を示している。

### 射精量
射精に含まれる精子の量は精巣の大きさに比例して増加し、ヒト男性の精巣の重量が中程度であることと一致するように、ヒトの射精量も精子競争のレベルが高い霊長類と低い霊長類の中間程度である。ヒト男性も他の動物と同様に、精子の配分を最適化する。精子生産に掛かるコストは高いので、この最適化は各授精における精子競合の実際の／認識されたリスクに対する生理的反応である。即ち精子競合のリスクが高い状況では、男性はより大量の射精をするために、より多くのエネルギーを配分する。研究によると精子の量は射精ごとに異なり、また自慰による射精や夢精で放出される精子よりも交尾射精で生成される精子の方が質が高い（より若い、より運動性が高いなど）とされる。これは、少なくとも男性においては、より質の高い精子生産を交尾の目的に割り当てる証拠があることを示唆している。研究者たちは、男性はパートナーと離れて過ごした後により多くの、より高品質な精子を生産するとして、これは男性が精子競争のリスクの増大に反応している可能性を示していると主張しているが、この見解は近年では否定されている。また、男性はパートナーの行動に反応してより多くの精子を生産している可能性、あるいはより多くの精子を生産する男性はパートナーと離れて過ごす時間が長い可能性が高い可能性も指摘されている。

### 精子中片部の長さ

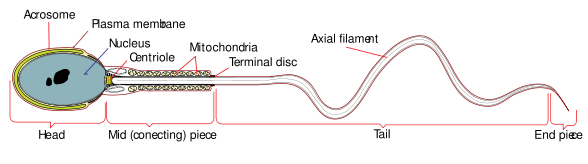
ヒト精子の構造：頭部(Head)、中片部(Mid piece)、尾部(Tail～End Piece)。頭部と中片部の間を頸部(Neck)とする場合もある。

精子中片部の長さは精子中ミトコンドリア量と部分的に相関している。精子中片部が大きければミトコンドリアが多く、精子の運動性が高く、 精子競争に有利である。ヒトの場合、精巣の相対的大きさや射精量と同じく、精子中片部の長さは他の霊長類と比べると比較的短く、精子競争の選択圧が高くなかったことが示唆される。

### 陰茎の解剖学

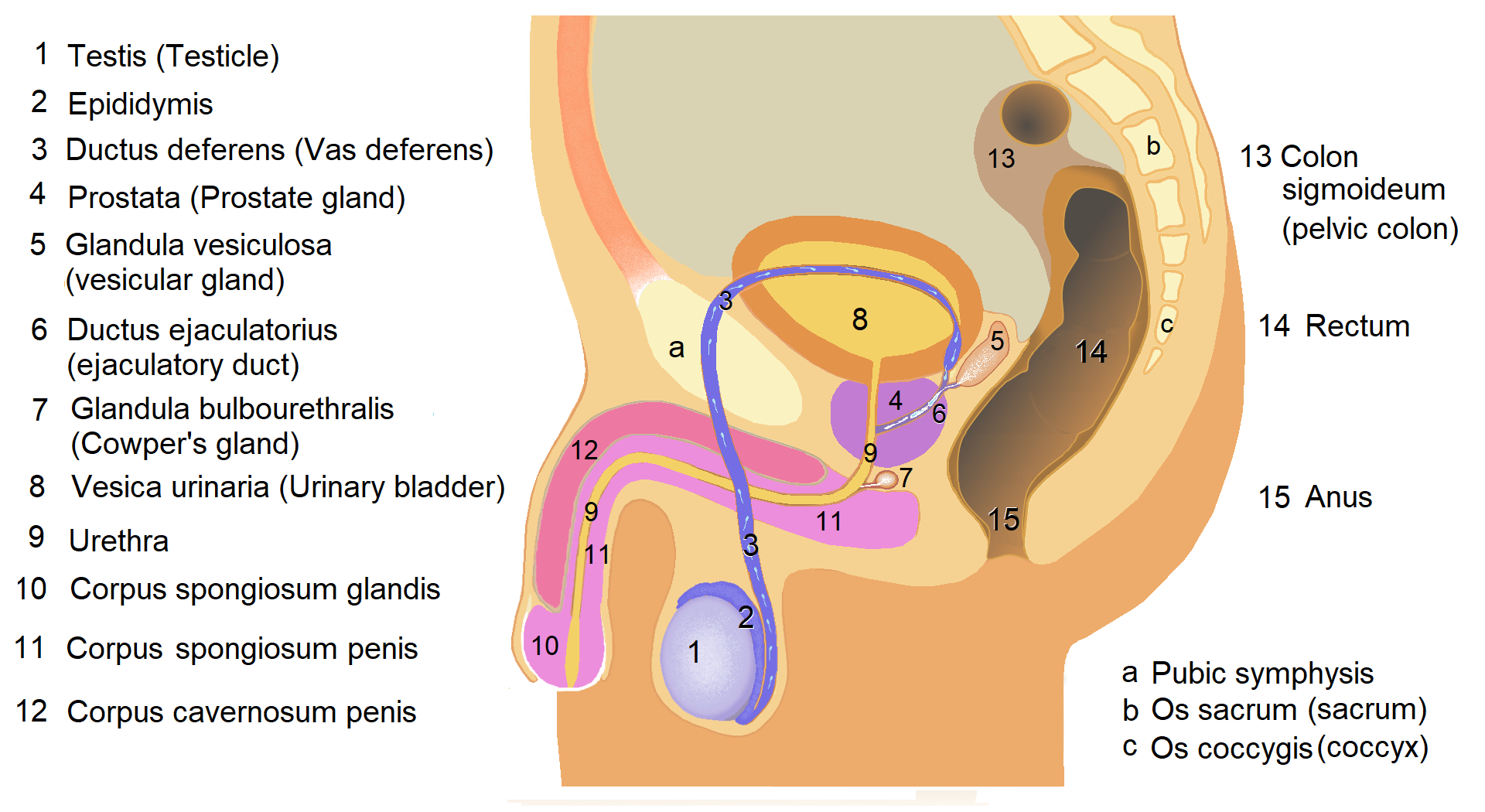
ヒト陰茎の構造

ヒトの陰茎の解剖学的特徴のうち陰茎の長さや亀頭の形状などは、精子競争への適応によるものだと言われている。体重と比較するとヒト男性の陰茎の相対的な大きさはチンパンジーと同程度であるが、ヒトの陰茎の全長は霊長類中最大である。陰茎の長さは女性の生殖器の深さによって制限されるが（これは女性の体内スペースに制約があるからであろう）、長い陰茎は女性の子宮頸部により近い場所に精液を注入するのに有利であると示唆する研究者もいる。他の研究では、人類の進化の歴史において、陰茎は衣服を着ていないと目立つようになり、女性がより長い陰茎を好むためにサイズが大きく進化した可能性があるという。
陰茎の亀頭と亀頭冠の形状は、ライバル男性の精液を押し退け掻き出す機能を持つと考えられるが、精液の搔き出しは陰茎が長さの75%以上が膣内に挿入された場合にのみ観察される。女性の不貞やパートナーとの別れの申し立ての後、男女ともに次の性交の際、男性が陰茎を膣内により深く、より速く挿入したと報告している。

## 精子競争における心理学的適応
精子競争に対する生理学的な適応に加え、ヒト男性には心理学的な適応も存在することが示されている。これには、特定の交尾行動、性的強要に関する行動、恋愛関係への投資、性的興奮、オーラルセックスのパフォーマンス、および配偶者選択が含まれる。

### 交尾行動
男性器の解剖学的特徴に加え、ヒト男性にはライバル男性の精液を排除する目的で進化した交尾行動を取ると言われている。例えば精子競争のリスクが高い男性（若く容姿端麗など繁殖価値が高い女性パートナーと関係を持つ男性）は、精子競争のリスクが低い男性に比べて、性交中により頻繁に精液排除行動を行っていた。このような精液排除行動として、より深く速い前後運動、性交時間の延長、および前後運動の回数の増加が知られている。

### 性的強要と恋愛投資
恋愛関係に深い愛情を注ぐ男性は、女性パートナーが浮気行為に及ぶ場合に失うものが大きいことから、浮気リスク仮説が提唱された。この仮説は、女性パートナーの不貞により精子競争のリスクが高まったと感じた男性は、関係を終わらせると脅して肉体的にパートナーに性交を強要するだけでなく、パートナーに性交の義務を感じさせたり、その他の感情的な操作によってパートナーに性的強要する可能性が高くなるというものである。法医学的な事例では、パートナーを強姦した男性は、強姦前に浮気リスクを経験していたことが判明している。更にパートナーと離れて過ごす時間が長い男性は、パートナーに性的に強制する可能性が高いだけでなく、パートナーがより魅力的だと報告し（他の男性も彼女を魅力的だと感じるという報告を含む）、さらにパートナーとの性交への関心もより高いと報告する傾向がある。自分の女性パートナーが他の男性と時間を過ごしていると認識している男性は、女性が自分との性交により興味を持っていると報告しがちである。

### 性的空想と性的興奮
精子競争は男性の性的空想や性的興奮にも影響を与えると言われている。一部の研究者は、多くのポルノグラフィーに精子競争の激しいシナリオが含まれており、1人の男性が複数の女性と関係を持つポルノよりも、1人の女性が複数の男性と関係を持つポルノのほうが多いことを発見しているが、これは男性のポルノ俳優を雇う方が女性俳優を雇うよりも安価であるという事情によっている可能性がある。キルガロンとシモンズは、男性が2人の男性と1人の女性による性的に露骨な画像（精子競争リスクが高い）を見た後は、3人の女性の性的に露骨な画像を見た後よりも、射精液中の運動精子の割合が高くなることを記録した。これは精子競争の積極的なリスクに対する反応を示している可能性が高い。

### オーラルセックス
男性が女性パートナーに対してオーラルセックスを行う意欲や欲望が適応であるかどうかは不明である。オーラルセックスは人間に特有のものではなく、精子競争のリスクに関連する複数の目的を果たすために存在するのではないかと説明されている。一部の研究者からは、オーラルセックスが女性の生殖健康状態や生殖能力を評価するため、彼女の興奮を高めて浮気行為の確率を低下させるため、男性の興奮を高めて精液の質を向上させ受精の確率を高めるため、または膣内に他の男性の精液が存在するか検出するために機能する可能性が提唱されている。

### 相手の選択
精子競合リスクは、男性が女性パートナーを選ぶ際にも影響を与える。男性は精子競合リスクが可能な限り低いことを好み、そのため、他の男性と性的関係を持たない短期的な性的パートナーを選ぶ傾向がある。短期的な性的パートナーとして最も望ましいとされる女性は、真剣な交際をしておらずカジュアルな性的パートナーも居ない女性であり、真剣な長期的関係にある女性は最も望ましくないパートナーとされる。上記を踏まえると、精子競合リスクが中程度の女性、つまり長期的関係にはないが短期的な性交を行ったり、カジュアルな性的パートナーを持つ女性は、短期的な性的パートナーとして望ましさが中程度であると考えられる。

## ヒトの交配戦略に及ぼす精子競争の影響
大型類人猿における精子競争の程度は、一般的に多夫制（複数雄）の交尾システムを有する種では高く、一方で一夫一妻制または多妻制（複数雌）の交尾システムを有する種では低い。ヒトは他の霊長類と比較して、精巣の相対的な大きさ、射精量、精子の中片の大きさが中程度であることからも判るように、精子競争のレベルは中程度である。これは、ヒトの進化の歴史を通じて、比較的高い程度の一夫一婦制行動が存在してきたことを示唆している。さらに、陰茎骨の長さは交尾時の長時間挿入や射精後の挿入維持時間と相関することが示されており、ヒトに陰茎骨が存在しないことも、一夫一婦制の交尾システムの歴史を示唆している。
男性は精子競争を軽減する目的で、精子競争のリスクが低い女性を最も理想的な交尾相手として選択する。

## 射精後の精液中の競争
混合試料内の精子は凝集し易く、運動性が低下し、死亡率が高くなることに着目した元マンチェスター大学の生殖生物学者ロビン・ベイカーは1996年に、ヒトを含む一部の哺乳類は、外来精子を攻撃しその過程で自らを破壊することだけを目的とした「キラー精子」を生成すると提唱した。
この考えを検証するため、英国シェフィールド大学の生殖生物学者ハリー・ムーアと進化生態学者ティム・バークヘッドは、15人の男性から採取した精子サンプルを様々な組み合わせで混合し、細胞がどのように移動し、凝集し、異常な形状を形成するかを確認した。「これは非常に単純な実験ですが、生殖管で起こっていることを模倣しようとしたのです」とムーアは言う。研究チームは、特定のドナーにおける精子の過剰な死傷や、精子同士の争いを示す他の証拠は発見されなかったと、12月7日付の『英国王立協会紀要』で報告している。「特攻精子仮説は、おそらくヒトの精子競争におけるメカニズムではないでしょう」とバークヘッドは述べている。この発見は「特攻精子仮説に決定的な打撃を与えるものだ」と、ニューヨーク市にあるコーネル大学ワイル医療センターの生殖生物学者マイケル・ベッドフォードは発言している。彼はこれまで、特攻精子仮説にそれほど信憑性を感じていなかったという。

## 精子競争に対する女性の反応
非父子関係を報告した67件の研究を調査したところ、父子関係への確信度が高い男性の非父子関係の割合は（調査方法不明の研究を除く）典型的には1.9%であり、多くの研究者が示す10%（以上）という割合よりも大幅に低い。人間社会において、父親が不倫されるケースは稀である。「メディアや一般向けの科学関連書籍では、多くの “父親とされている男性” が、生物学的に自分達の実子ではない子供を育てるように仕向けられているとしばしば主張されている」と、ベルギーのルーヴェン・カトリック大学のマールテン・ラームゾーは述べている。「驚くべきことに、人間社会における推定割合は非常に低く、1～2%程度である。」 「過去10年間に医療研究の補足結果として入手可能になった現代の人口に関する信頼できるデータは、10人に1人が自分の “本当の” 父親を知らないという考えを裏付けるものではない。この研究結果は、浮気によってより優れた子供を産む潜在的な利点は、大多数の女性にとって潜在的なコストによって相殺されることを示唆していると研究者らは述べている。これらのコストは、配偶者からの暴力、離婚、あるいは社会的なパートナーやその親族による父親としての関与の減少などである可能性が高い。現代および過去の人類集団における低不倫率は、女性が子供のために遺伝的利益を得るために、婚外性交を行うことで日常的に良い遺伝子を “探し回る” というよく知られた考えに明らかに疑問を投げかけるものだ」とラームゾーは述べた。
女性は、良い養育者である男性に忠実である。「DNA検査が広く利用可能になった現在、いわゆる父子関係詐欺はトークショーやテレビの犯罪ドラマの定番テーマとなっています。被害を訴える男性たちは、忠誠を誓う涙ぐむ妻たちを告発し、不倫が明るみに出ます……経験則として、より高い社会経済的地位にあり、伝統的なブルジョア社会出身の男性は、父性への正当な信頼度が高いようです。またセンセーショナルなメディアの主人公らの父子関係への信頼度が低いのも、驚くべきことではありません。」

## 他の霊長類における精子競争
ヒト男性の精巣の相対的な大きさは、ゴリラやオランウータンなど一夫一婦制または一夫多妻制の交配システムを持つ霊長類よりも大きいが、ボノボやチンパンジーなど多夫制の交配システムを持つ霊長類と比べると小さい。一部の霊長類の精巣が大きいのは季節性繁殖（短期間で多数の雌を受精させる必要がある）による可能性もあるが、証拠によると、複数の雄による交配システムを持つ霊長類グループは、その種が季節繁殖を示すかどうかに関係なく、単一の雄による交配システムを持つ霊長類グループよりも精巣が有意に大きいことが示されている。同様に、精子競争のレベルが高い霊長類種は射精量が多く、精子の中片も大きい。
他の全ての旧世界大型類人猿やサルとは異なり、ヒトは陰茎骨を持たない。ディクソンは、分散した群れで生活する霊長類では陰茎骨が長く、ペアで生活する霊長類では陰茎骨が短いことを実証した。多雄交尾システムを有する霊長類は、射精後の挿入時間の延長や相対的な精巣の大きさが大きいことに加え、陰茎骨のサイズも大きい傾向にある。